# Irena Słońska

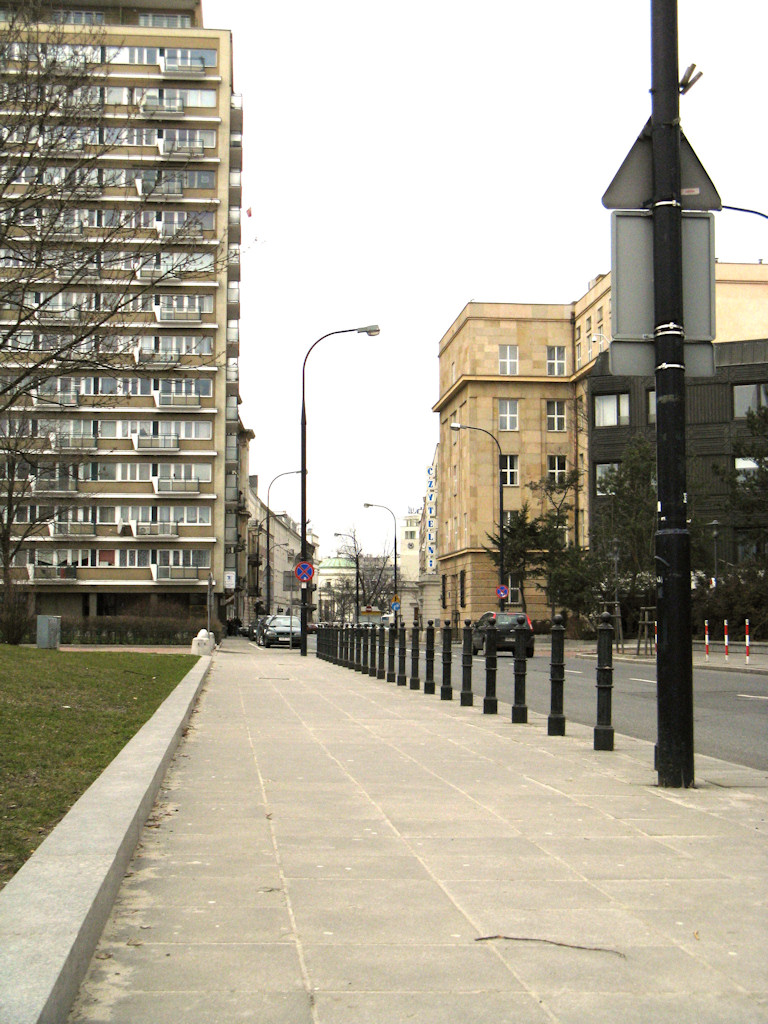
Budynek przy ul. Wiejskiej w Warszawie, w którym przed śmiercią mieszkała Irena Słońska (po lewej stronie zdjęcia)

Irena Antonina Słońska vel Skowronkówna, pseud. Wanda (ur. 5 maja 1906 w Lublinie, zm. 15 marca 1989 w Warszawie) – polska pedagog, badaczka literatury dla dzieci, doktor, kapitan Armii Krajowej. Pisała także pod pierwotnym nazwiskiem.

## Życiorys

### Przed II wojną światową
Była córką urzędnika państwowego Antoniego Skowronka (zmarłego w 1919 roku) i Marii z Mazurków (zmarłej w 1947 roku). Po ukończeniu Gimnazjum Żeńskiego Wacławy Arciszkowej w Lublinie (matura w 1924 roku) przeniosła się do Warszawy, gdzie rozpoczęła studia na Wydziale Filozoficznym Uniwersytetu Warszawskiego. Studia ukończyła w 1931 roku, a w 1938 roku obroniła pracę doktorską z filozofii w zakresie pedagogiki. W tym czasie pracowała jako sekretarka Melchiora Wańkowicza. Jednocześnie ukończyła Studium Pracy Społeczno-Oświatowej przy Wydziale Pedagogicznym Wolnej Wszechnicy Polskiej i pracowała w Miejskiej Pracowni Psychologicznej w Warszawie (w latach 1929–1932). Od roku 1934 do wybuchu wojny pracowała w nowo utworzonym Referacie Audycji dla Szkół Polskiego Radia.

### II wojna światowa
W czasie wojny była kierowniczką kurierów „Dworca Zachodniego" w Wydziale V-K (łączność konspiracyjna) Oddziału V Łączności Komendy Głównej Armii Krajowej. 
Poza tym uczestniczyła w tajnym nauczaniu, organizując roczne pomaturalne Studium Pracy Wychowawczo-Kulturalnej. W okresie 1941–1943 kontynuowała pracę w Miejskiej Pracowni Psychologicznej w Warszawie.
W czasie powstania warszawskiego była dowódcą oddziału łączniczek AK, działając w ramach WSK i powyższego wydziału. Jej szlak bojowy to Wola i Stare Miasto. Po upadku powstania pozostała ze szpitalami, a następnie dostała się do obozu przejściowego w Pruszkowie.
Była mianowana na stopień kapitana AK. Znajduje się na liście Kobiet Żołnierzy AK-WSK, oficerów KG AK Oddział V nominowanych do awansu na podstawie rozkazu Dowódcy AK nr 871/I z dnia 23 września 1944 roku. Została odznaczona Krzyżem Walecznych jeszcze przed powstaniem. Drugie nadanie Krzyża Walecznych  ogłoszono w „Dzienniku Personalnym” MON nr 2 z dnia 28 czerwca 1949 roku.

### Po wojnie
Zaraz po wojnie (do 1946 roku) prowadziła kursy dla kierowniczek świetlic dziecięcych i prowadzących dziecińce w Warszawie. W 1947 roku zainicjowała i była wśród organizatorów pierwszego zjazdu poświęconego literaturze dla dzieci, który odbył się pod patronatem Związku Nauczycielstwa Polskiego w Warszawie. W tym okresie była również kierowniczką literacką Teatru Dzieci w Warszawie. Od 1948 do 1952 roku była kierowniczką Referatu Literatury dla Dzieci i Młodzieży w Ministerstwie Kultury i Sztuki.
W maju 1958 powołując się na ważne względy zmieniła nazwisko na Słońska decyzją Prezydium Rady Narodowej m. st. Warszawy na mocy ustawy z 15 listopada 1956 o zmianie imion i nazwisk.
W latach 1962–1973 była kierowniczką Pracowni Wychowania Estetycznego w Instytucie Pedagogiki w Warszawie.
W 1981 roku reprezentowała stronę „Solidarnościową” w negocjacjach z Ministerstwem Oświaty i Wychowania w sprawie nauczania początkowego i nauczania dzieci w młodszym wieku szkolnym. Pod koniec lat 70. i w latach 80. udostępniała swoje mieszkanie przy ul. Wiejskiej w Warszawie na archiwum dokumentów działalności opozycji demokratycznej w PRL i wydawnictw niezależnych.
Została pochowana w grobie rodzinnym na cmentarzu Powązkowskim (kwatera 240-4-19).

## Życie prywatne
12 kwietnia 1942 poślubiła w warszawskiej parafii św. Michała Archanioła na Mokotowie Tadeusza Choromańskiego, przedwojennego działacza Legionu Młodych, z którym wzięła rozwód 9 września 1947 w Warszawie, powracając do nazwiska panieńskiego.
Wbrew informacji podanej przez Stanisława Fryciego nie wyszła ponownie za mąż w 1956, a zmiana nazwiska była podyktowana innymi względami.
Całe życie żyła bardzo blisko ze swą młodszą siostrą Zofią Skowronek (1909–1993) i najlepszą przyjaciółką Marią Piskorską. Miała również starszego brata Jana (1901–1981).

## Książki i opracowania
- Antologia polskiej literatury dziecięcej (1946)
- Wybór bajek Stanisława Jachowicza: Bajki (1950, wydanie 2. w 1953)
- Wybór wierszy Stanisława Jachowicza: Pan kotek był chory (1951, i kolejne wydania, 4. w 1959 roku)
- Wybór wierszy Marii Konopnickiej: Co słonko widziało (1951, kilka kolejnych wydań do 1974 roku)
- Opowiadania babuni. Antologia opowiadań Marii Konopnickiej, Zofii Rogoszówny, Elizy Orzeszkowej i Jadwigi Chrząszczewskiej (1956, wyd. 2. 1958)
- Adaptacja książki Kornela Makuszyńskiego Szatan z VII klasy na sztukę przedstawianą w Teatrze Rozmaitości w Warszawie (1958).
- Dziecko w poezji polskiej. Antologia (1963)
- Wybór wierszy i opowiadań dla przedszkoli (1963) (wspólnie ze Stefanią Wortman)
- O wychowaniu estetycznym w szkole podstawowej. Praca zbiorowa pod redakcją Ireny Słońskiej(1966)
- Teatr młodzieży. Praca zbiorowa pod redakcją Ireny Słońskiej (1970)
- Pierwsza czytanka. Podręcznik do nauki języka polskiego, materiały uzupełniające dla kl. 1 i 2: (1960[8], i kolejne wydania, 18. w 1976 roku)
- W szkole i na wakacjach. Podręcznik do nauki języka polskiego (1978, i kolejne wydania, 14. w 1992 roku)
- Dzieci i książki. Publikacja naukowa (1957, wyd. 2. w 1959)
- Psychologiczne problemy ilustracji dla dzieci. Publikacja naukowa (1969, wyd. 2. w 1977)
- Mały słownik literatury dla dzieci i młodzieży (1964) (wspólnie z Krystyną Kuliczkowską).

Przetłumaczyła również książkę Paula Hazarda pt. Książki, dzieci i dorośli (1963).

## Członkostwo w organizacjach
- Międzynarodowe Stowarzyszenie Badaczy Literatury dla Dzieci i Młodzieży
- Międzyuczelniany Zespół do Badań Literatury dla Dzieci i Młodzieży przy Uniwersytecie Warszawskim
- Towarzystwo Wolnej Wszechnicy Polskiej (była wiceprzewodniczącą Sekcji Więzi, a także Sądu Koleżeńskiego Oddziału Warszawskiego).

## Odznaczenia
- Krzyż Walecznych – dwukrotnie
- Krzyż Kawalerski Orderu Odrodzenia Polski
- Medal Komisji Edukacji Narodowej.